# Abujmaria
Abujmaria är ett dravidiskt språk, talat i Indien. Ibland har det räknats som ett eget språk, ibland som en dialekt av språket maria. Idag talar ca 130 000 människor språket.